# Bílkova vila
Bílkova vila je dvoupodlažní secesní budova čp. 233/IV v Mickiewiczově ulici 1, (u křižovatky Chotkova – Badeniho) v Praze 6 na Hradčanech, situovaná v zahradě, z jižní strany ohraničené ulicí U Písecké brány. Stavba je společně s okolní zahradou a pomníkem Komenský se loučí s vlastí zapsána na seznamu kulturních památek České republiky.  Vila je ve správě Galerie hlavního města Prahy, která v ní zřídila stálou expozici otevřenou pro veřejnost. Je zapsána v katalogu moderní architektury mezinárodní organizace Iconic Houses, která sdružuje mimořádná díla světových architektů, architektonicky významné domy, domy umělců a ateliéry z 20. století přístupné veřejnosti jako domovní muzea.

## Historie

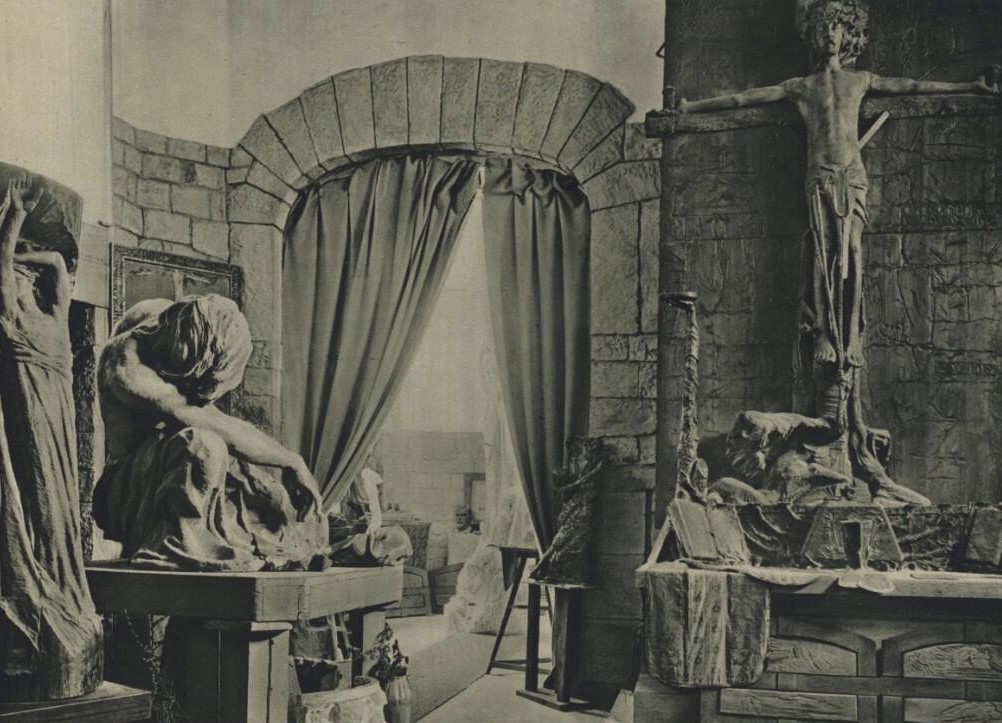
Bílkova vila, ateliér (1927)

Při bourání Mariánských hradeb byla vypsána soutěž na architektonické řešení uvolněného prostoru, které se zúčastnil také grafik, sochař a architekt František Bílek. V přednášce Stavba budoucího chrámu v nás, která vyšla jako samostatná brožura, Bílek vysvětlil svou vizi budoucí stavby: načrtl své uchopení světa jako chrámu stvořeného Bohem - pro lidi. Umění v tomto chrámu je však podle Bílka určeno jen pro ty, kteří jsou "zasvěceni", to jest citliví a přístupní poznání vyšších – duchovních hodnot.
Díky své popularitě sochaře získal přízeň magistrátu a tím i nejlepší nárožní pozemek. Na něm dal podle vlastního návrhu pro sebe a svou manželku dal v roce 1911 postavit vilu jako rezidenci s ateliérem. Stavba znázorňuje umělcovu secesní představu harmonie organických tvarů. Na sečené obilné pole se stopou kosy má upomínat do oblouku otočený konvexní půdorys monumentální stavby z režného zdiva, sevřené mezi plastickými sloupy upomínajícími na snopy obilí nebo lotosové květy. Řešení vstupu je příbuzné předsíni starověkého chrámu v egyptském Luxoru. Oproti tomu jednoduché geometrické řešení dveří a velkých oken je v souladu s pozdní fází geometrické secese a nastupující moderny. Byl jedním z prvních domů s plochou střechou v Praze.  Interiéry vily včetně nábytku jsou rovněž Bílkovým dílem. Od 7. prosince 1929 se vila stala také chrámem československé organizace svobodných zednářů Národní Veliké Lóže Československé, kam se její členské lóže přesunuli z jejich předchozího chrámu v domě Jesuitského dvora v Husově ulici č. 9.
Bílkova manželka Berta, rozená Nečasová, darovala po manželově smrti vilu i s ateliérem a souborem soch městu Praha. Prostorný umělcův ateliér je dnes součástí expozice Galerie hlavního města Prahy, která v objektu sídlí od roku 1963. Vila byla v letech 2008 až 2010 zrekonstruována, veškeré kanceláře přesunuty do sousední vily č. 3, terén zahrady byl rovněž upraven, prostříhán živý plot, pokáceny břízy a další dřeviny, přerostlé smrky zkráceny na poloviční výšku. 24. září 2010 jako galerie opět otevřena pro veřejnost.
"Bílkova vila představuje komplexní stylový celek, koncipovaný velkou tvůrčí osobností. Patří proto k nejvýznamnějším muzeím, jež charakterizují Prahu z období secese. Ve srovnání s honosnými secesními fasádami v Pařížské třídě a s některými vilami v Bubenči však jde o dílo naprosto konsistentní, jež nezapírá svůj český původ, i když se hlásí k myšlenkám světovým'.
V červnu 2022 byla k výročí 150. narozenin Františka Bílka otevřena ve vile nová stálá expozice, v níž jsou kromě původního vybavení interiéru prezentována díla z jeho vrcholného tvůrčího období. V prostorách bývalého ateliéru jsou vystaveny monumentální sochy a figurální kompozice včetně návrhu pražského Husova pomníku.  Další sochařská díla, grafická a keramická tvorba jsou rozmístěna po celém interiéru vily.  Do největší místnosti v prvním patře byl instalován rozměrný  model  Žižkova pomníku (1912–1925).

## Architektura
Architektura této stavby byla přesně promyšlena a měla podle jejího tvůrce symbolizovat „…život jako pole plné zralých klasů, skýtající výživu bratří na každý den“. Tato myšlenka se projevila v realizaci vysokými sloupy (z nichž některé jsou jen ve zlomku) ve tvaru snopů obilných klasů, které jako podpůrné sloupy nesoucí římsy stojí před průčelím budovy. Připomínají tak lotosové sloupy egyptských chrámů. Mimo to je do stavby včleněna řada jiných symbolů, hlavně křesťanských. Vila je ojedinělým dokladem symbolismu v evropské architektuře. 

## Galerie

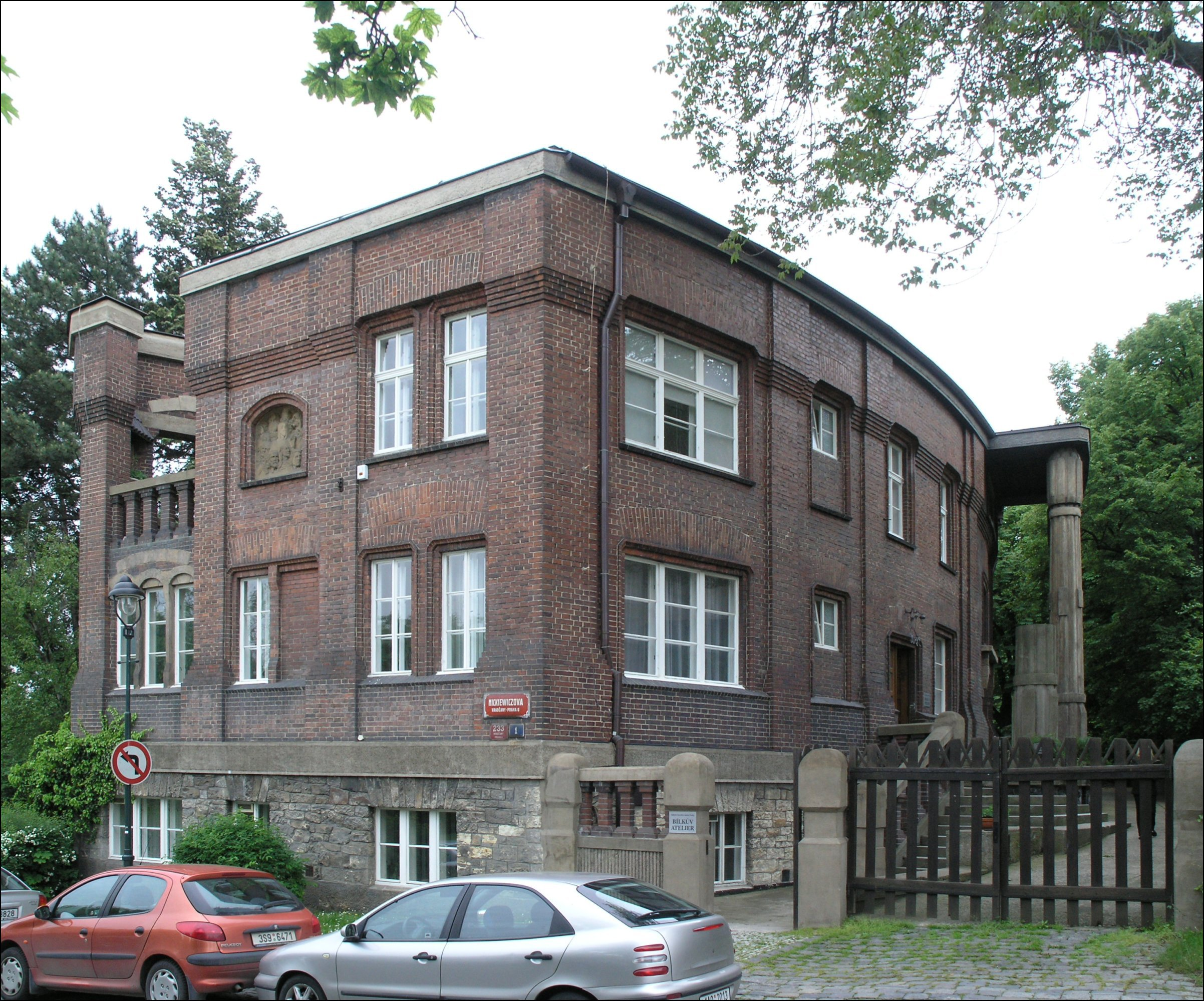
Severní strana
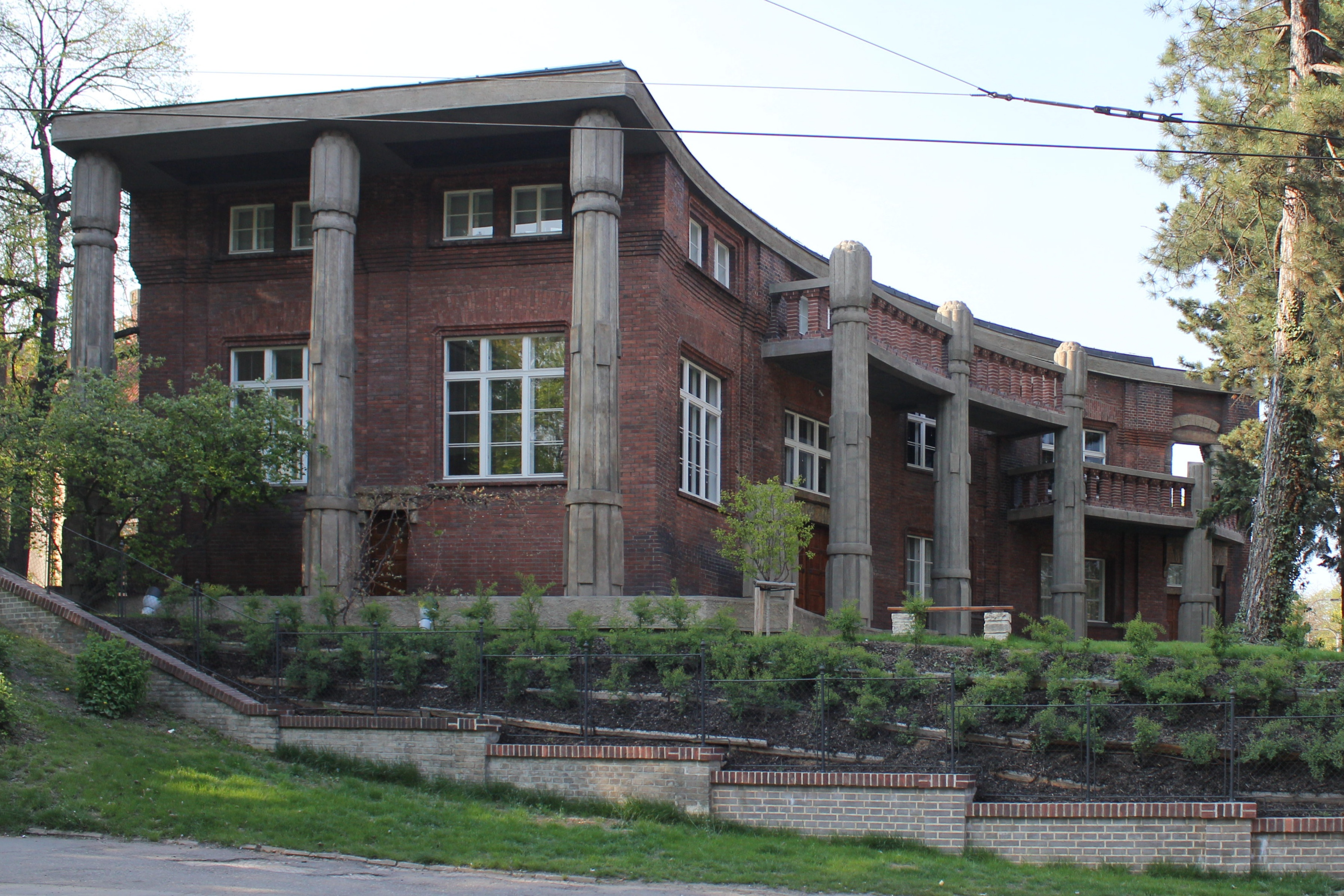
Pohled od jihu
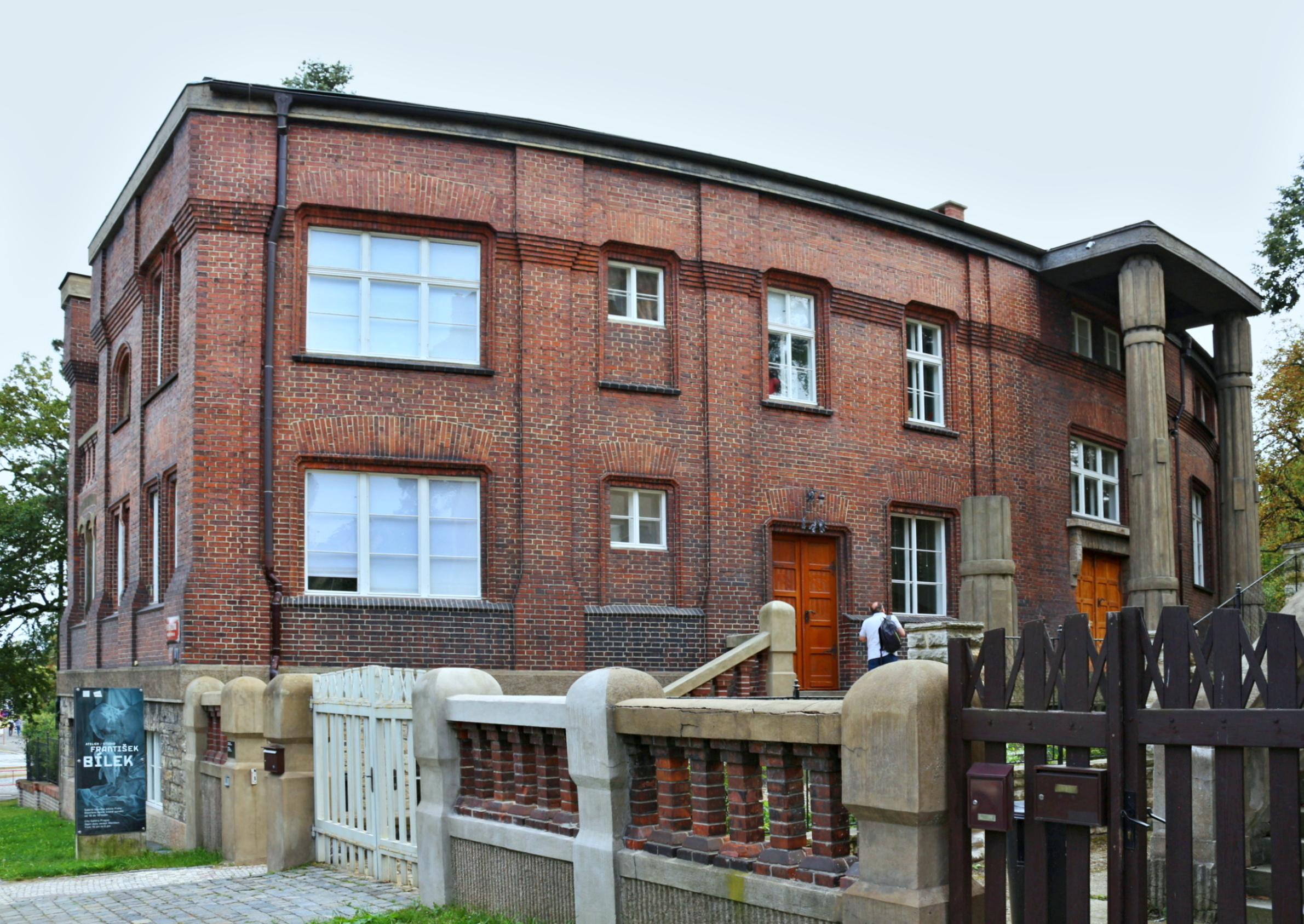
zadní (západní) průčelí
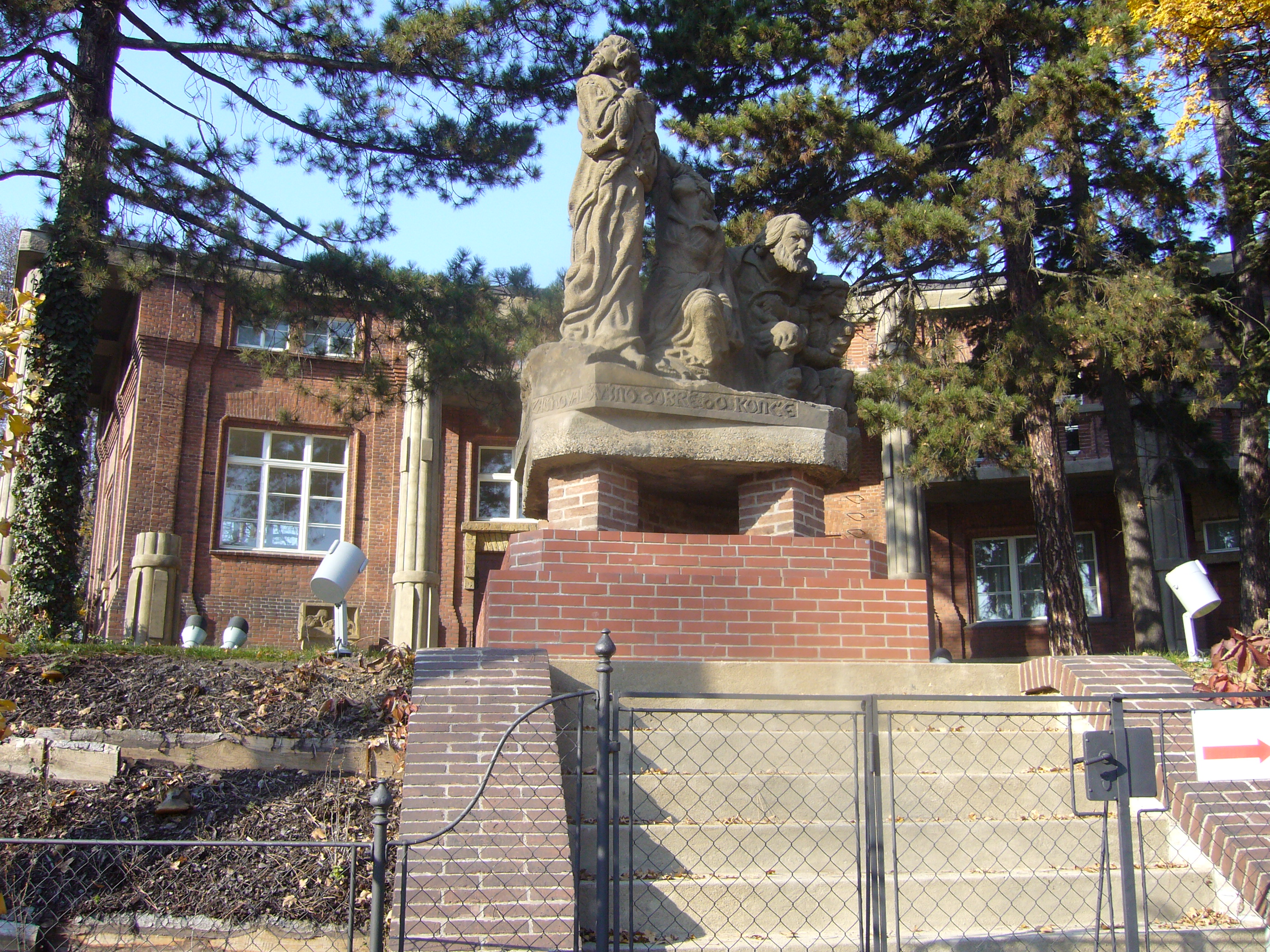
vstup do vily, v popředí sousoší Komenský se loučí s vlastí
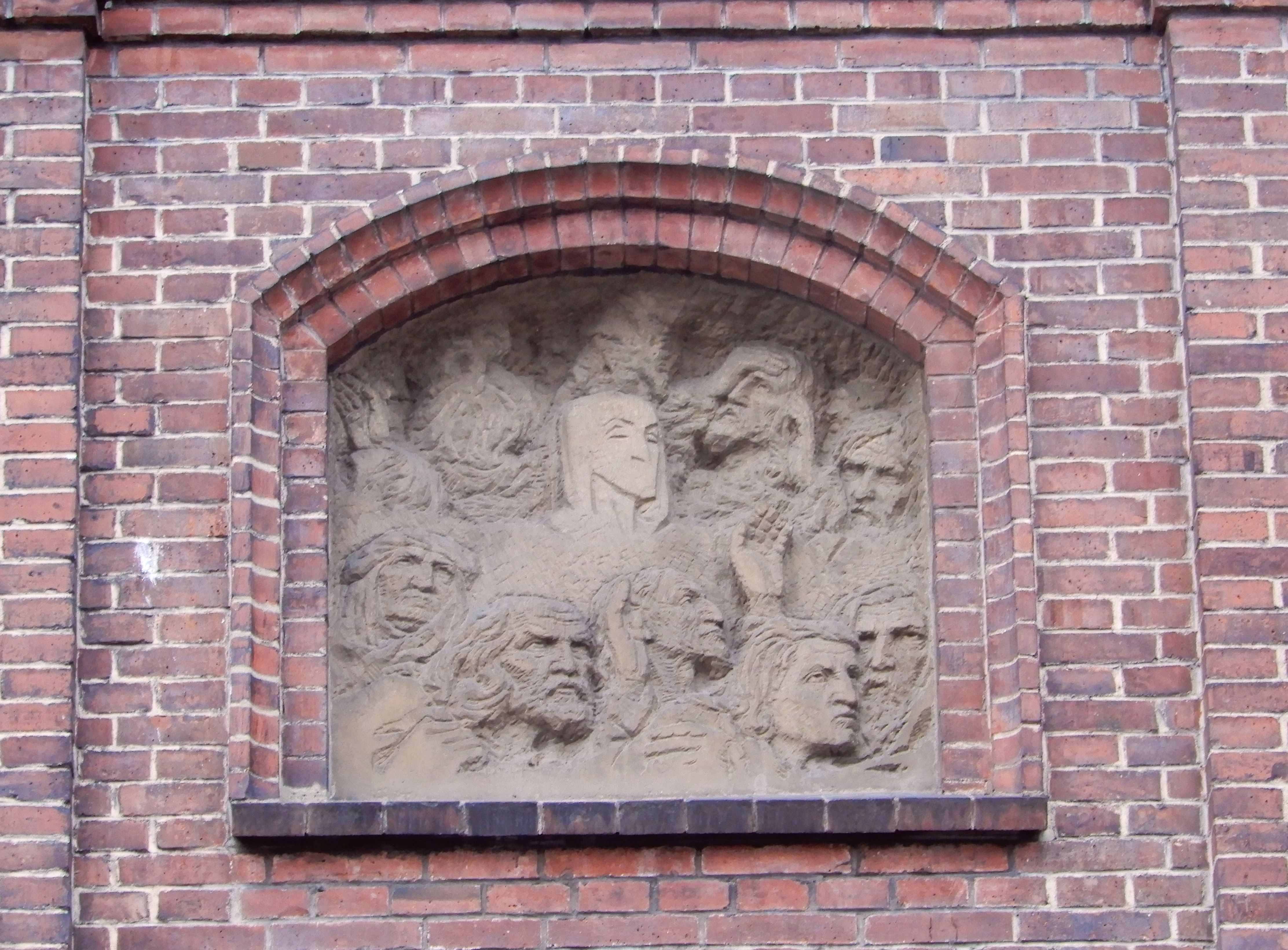
Reliéf na severní stěně
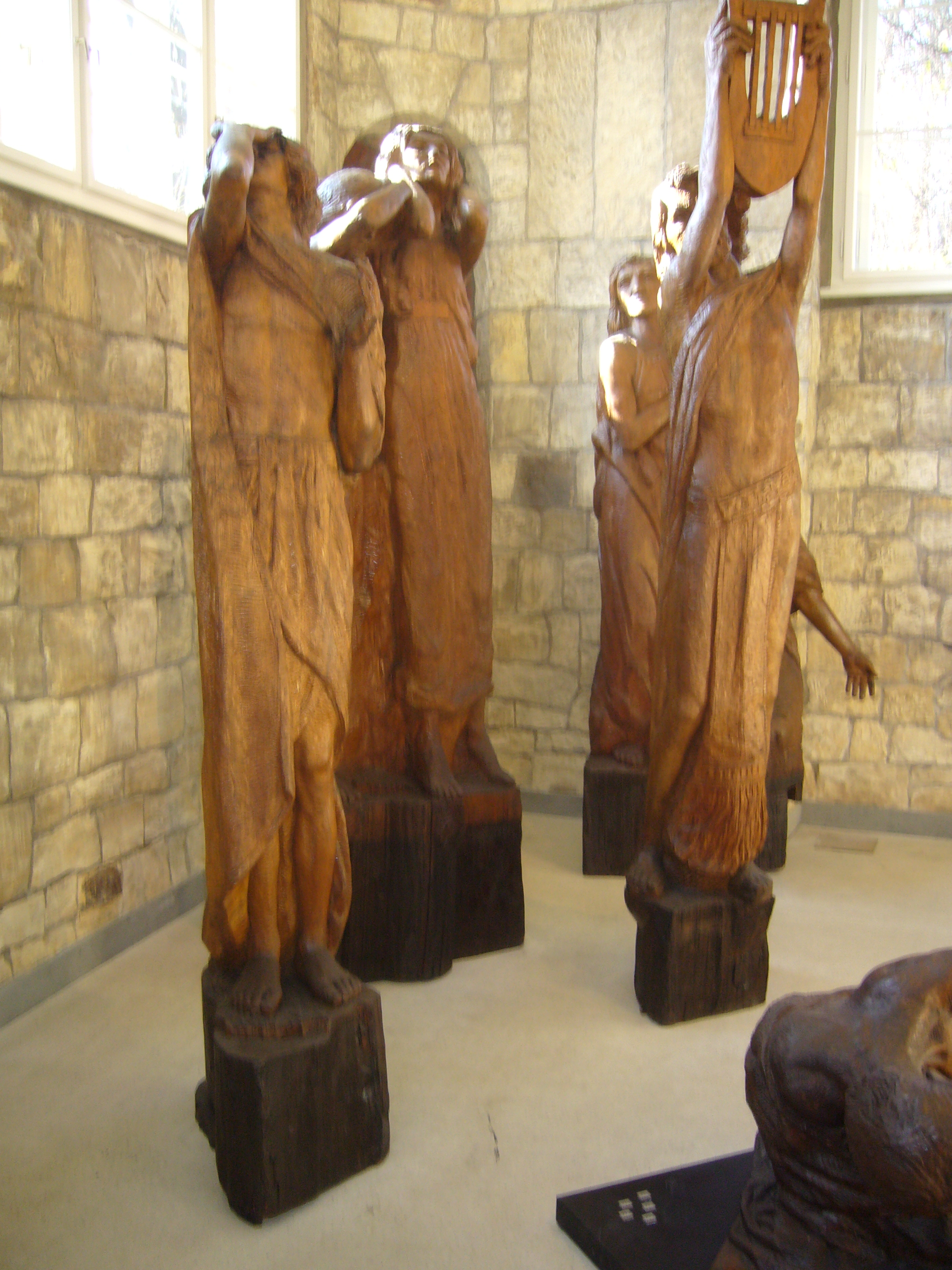
sochy v interiéru vily
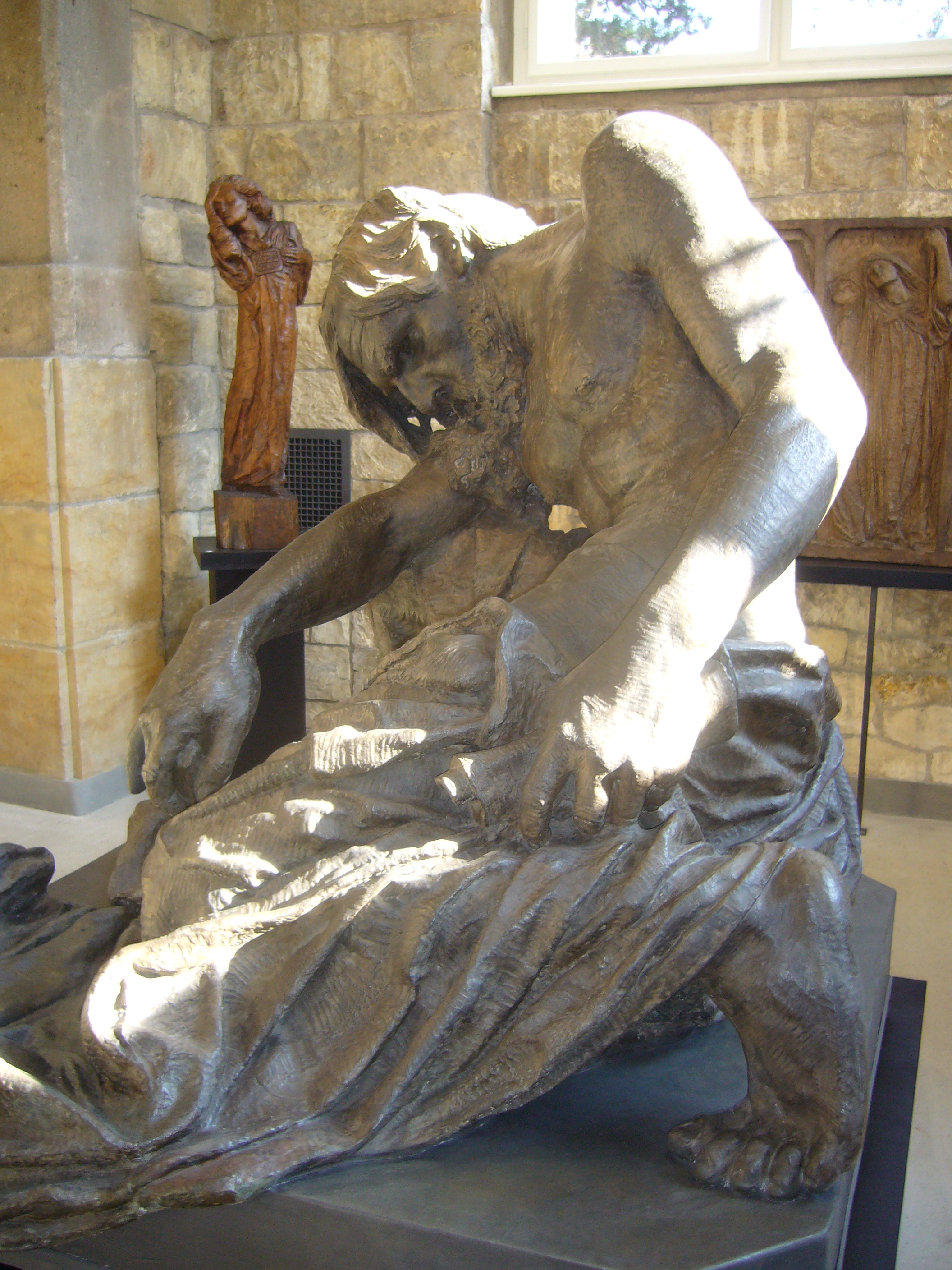
socha Mojžíše v interiéru vily